# Лопшо Педунь
Лопшо́ Педу́нь — популярный герой удмуртского фольклора: коротких юмористических и сатирических миниатюр и анекдотов, бытовых сказок. Персонаж сочетает в себе образ мудреца и простака одновременно, высмеивает людские пороки, скупцов, невежд, лодырей.

## Описание
Лопшо Педунь ловкий и сообразительный человек, который с лёгкостью может при помощи шутки выставить напоказ алчность жадного богатея, стремящегося обмануть простой народ, весело посмеяться над наивностью и глупостью, но обидеть простого человека он не способен. Его проделки вошли в сказки удмуртов и стали примером юмора. В некоторых сказках он предстаёт участником Первой Мировой Войны, напоминающим бравого солдата Швейка.

## Происхождение
Удмуртская версия имени «Фёдор» звучит как «Пёдор», а в ласково-упрощенной форме — «Педунь». «Лопшо» в переводе с удмуртского — «Весельчак».
Сотрудники Игринского краеведческого музея считают, что Лопшо Педунь был реальным человеком и основателем рода Педо́р выжы́ («род Фёдора») в деревне Левая Кушья Игринского района Удмуртии. В рамках локального брендирования ими разрабатывается экскурсионно-развлекательная программа «На родину Лопшо Педуня».